# Хантингтон (Орегон)
Хантингтон (енгл. Huntington) град је у америчкој савезној држави Орегон.

## Демографија
По попису из 2010. године број становника је 440, што је 75 (-14,6%) становника мање него 2000. године.
| Група             | 2000.       | 2010.       |
| Белци             | 493 (95,7%) | 400 (90,9%) |
| Афроамериканци    | 2 (0,4%)    | 1 (0,2%)    |
| Азијати           | 0 (0,0%)    | 3 (0,7%)    |
| Хиспаноамериканци | 11 (2,1%)   | 8 (1,8%)    |
| Укупно            | 515         | 440         |